# San Francisco, Playa Vicente
San Francisco är en ort i Mexiko.   Den ligger i kommunen Playa Vicente och delstaten Veracruz, i den sydöstra delen av landet, 400 km öster om huvudstaden Mexico City. San Francisco ligger 43 meter över havet och antalet invånare är 275.
Terrängen runt San Francisco är platt. Runt San Francisco är det ganska glesbefolkat, med 24 invånare per kvadratkilometer. Närmaste större samhälle är Playa Vicente, 7,3 km sydväst om San Francisco. Omgivningarna runt San Francisco är en mosaik av jordbruksmark och naturlig växtlighet.